# Wuyiling

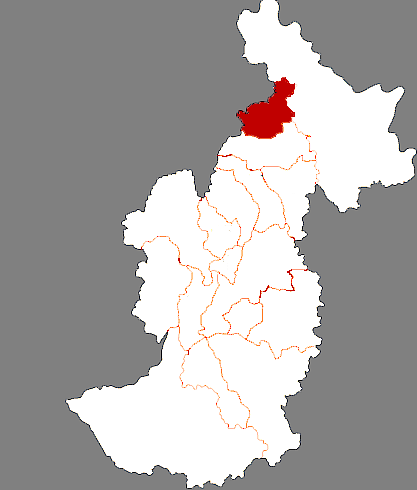
Der Wuyiling-Distrikt in der Stadt Yichun, Heilongjiang-Provinz, China

Der Stadtbezirk Wuyiling (chinesisch 乌伊岭区, Pinyin Wūyīlǐng Qū) der bezirksfreien Stadt Yichun in der chinesischen Provinz Heilongjiang im Nordosten der Volksrepublik China hat eine Fläche von 3.162 km² und zählt 26.546 Einwohner (2004).